# La Vie (Picasso)
Pour les articles homonymes, voir Vie (homonymie).
La Vie est un tableau du peintre espagnol Pablo Picasso réalisé en 1903 à Barcelone. Chef-d'œuvre de sa période bleue, cette huile sur toile représente un couple dévêtu et une mère portant son nouveau-né debout devant deux tableaux qui nous montrent des personnages nus et prostrés.
Le tableau est conservé au Cleveland Museum of Art, à Cleveland, aux États-Unis depuis le don du Hanna Fund (no 1945.24).

## Histoire
En 1901, après s'être installé à Paris avec Carlos Casagemas, Picasso est contraint de retourner à Barcelone en raison d'une crise dépressive de son ami, causée par son amour non partagé pour Germaine Pichot. La crise trouve un épilogue tragique avec le suicide de Casagemas.
Bouleversé par l'événement, Picasso tente de surmonter la perte de son ami par l'art, lui consacrant plusieurs portraits, dont La Mort de Casagemas et une autre œuvre importante intitulée Évocation (L'enterrement de Casagemas), dans laquelle la couleur bleue prédomine. C'est le début de la période dite bleue (1901-1904), une phase artistique au cours de laquelle Picasso choisit de limiter sa palette de couleurs aux nuances de bleu, une couleur que l'artiste jugeait adéquate pour exprimer la mélancolie et la tristesse qui le tourmentaient à la suite du deuil qu'il avait subi:
Réalisée en mai 1903, point culminant de la période bleue, La Vie constitue l'une des œuvres les plus ambitieuses de Picasso, tant par sa grande taille que par sa poignance symbolique.
L'œuvre est le résultat d'une réflexion et de modifications apportées par l'artiste, comme le révèlent deux dessins préparatoires (plume et crayon), datés de 1903 et conservés au Museu Picasso de Barcelone. Dans l'un de ces dessins, le couple de personnages qui encombre le côté gauche du tableau est entièrement nu et la figure masculine qui enlace la femme a la ressemblance de Picasso lui-même, qui dans la version finale est, au contraire, transfiguré en feu Carlos Casagemas. En revanche, la figure féminine avec l'enfant représentait, dans une version antérieure, l'image d'un peintre courbé et d'apparence plus âgée. En remplaçant l'autoportrait par l'image du suicidé, le peintre espagnol tente d'exorciser, par l'art, la mort de son ami,.

## Description
Le couple enlacé qui occupe le côté gauche du tableau représente l'un des thèmes récurrents de la peinture de Picasso : c'est un sujet répété dans plusieurs œuvres dans lesquelles les amoureux s'embrassent dans une profonde intimité. Ce groupe, qui semble symboliser l'amour charnel, est contrasté sur la droite du tableau par la femme couverte d'un manteau et tenant un enfant. Inspirée d'images sacrées et peinte de manière générale par rapport aux autres éléments du tableau, la femme au manteau personnifie la maternité,.
Du point de vue du symbolisme qu'elle contient, l'œuvre est comparable à l'Evocation et chaque élément reflète une nuance de bleu. Au centre de la peinture se trouvent deux tableaux, qui suggèrent une mise en scène dans l'atelier de l'artiste et rappellent également le thème de "l'art dans la vie", l'art comme présence nécessaire dans la vie. Le tableau qui occupe la partie inférieure de l'œuvre représente une femme recroquevillée sur elle-même, dans une attitude d'abattement, tandis que le tableau plus haut est occupé par un couple d'amoureux se consolant mutuellement.
Les deux tableaux font allusion au thème du désespoir et du tourment de la vie, qui peuvent être abordés seuls ou à deux, et représentent la première expérimentation de Picasso avec la technique du collage, qu'il affinera plus tard en introduisant des objets réels dans un tableau afin de représenter différents types de réalité. Le mouvement circulaire des nus qui occupent le centre de la toile contraste avec la rigidité statuaire et le hiératisme des personnages debout, dont les regards sont dirigés dans des directions opposées, comme pour souligner le thème de l'incompatibilité du langage.
De plus, la main de Casagemas rappelle le geste de l'ange annonciateur.

## Interprétation
La vie constitue l'une des œuvres les plus difficiles à interpréter de Picasso. En effet, il existe de nombreuses tentatives pour identifier une valeur non ambiguë.
Certains critiques affirment que, comme le suggère le titre, l'œuvre de Picasso est censée représenter les phases saillantes de la vie, un thème également repris plus tard par Gustav Klimt dans Les Trois Âges de la femme (1905).
Selon d'autres interprétations, le couple représenterait plutôt l'incompatibilité entre l'amour et la vie sexuelle, ou, dans une interprétation biologique, les amants, symbolisant l'amour charnel, exprimeraient la vie, et le fruit de leur union physique, ainsi que le don de la vie, serait personnifié par l'enfant, tenu par la femme dans un manteau.
D'autres hypothèses font également allusion à une allégorie de l'impuissance, à laquelle semble faire allusion la position des deux figures centrales et la manière dont la figure féminine nue presse son ventre, encore infécond, contre le pagne de Casagemas, ou au thème de l'expulsion d'Adam et Eve, souffrant de la perte de l'éternité, personnifiée par un enfant qui semble presque mort et une femme qui n'est plus jeune.

Cependant, la signification de l'œuvre est délibérément énigmatique, comme l'affirme Picasso lui-même: 

« Je n'avais certainement pas l'intention de peindre des symboles : je me suis limité à peindre les images qui se formaient devant mes yeux ; et si d'autres veulent y chercher des significations cachées, qu'ils le fassent. Pour moi, un tableau parle de lui-même et, en fin de compte, à quoi bon fournir des explications ? Le peintre n'a qu'une seule langue [...] »

D'ailleurs, c'est Picasso lui-même, des années plus tard, qui a répudié les œuvres de la période bleue, les qualifiant de "rien que du sentiment" et condamnant, en particulier, l'œuvre Vie, à propos de laquelle il a déclaré: 

« Ce tableau est horrible. On peut dire que les autres ne sont pas mal! »